# Zgryz głęboki
Zgryz głęboki – jest to wada zgryzu charakteryzująca się pogłębieniem zwarcia siekaczy, czyli zwiększonym nagryzem pionowym. Objawem jest nadmierne zachodzenie górnych siekaczy na dolne, tj. przykryciem więcej niż połowy wysokości koron siekaczy dolnych przez siekacze górne. Jest to wada należąca do grupy pionowych zaburzeń szczękowo-zgryzowych rozpatrywanych w stosunku do płaszczyzny poziomej.

## Charakterystyka zgryzu głębokiego[2]

### Przyczyny
Mogą być zarówno endogenne (wewnętrzne) jak i egzogenne (zewnętrzne). 
- Do pierwszej grupy czynników zalicza się genetyczne uwarunkowanie warunków zgryzowych.
- Druga grupa zawiera czynniki działające na jednostkę od pierwszych chwil życia po narodzinach np. nieodpowiedni kształt smoczka, zbyt długie użytkowanie smoczka, ssanie kciuka, nieprawidłowo dobrana poduszka itd.

### Konsekwencje
- Zaburzenie zarówno estetyczne jak i funkcjonalne;
- Choroby dziąseł i przyzębia;
- Nadmierne starcie zębów;
- Problemy ze strony stawu skroniowo-żuchwowego.

## Podtypy zgryzu głębokiego
- Zgryz głęboki całkowity;
- Zgryz głęboki częściowy (nadzgryz);
- Zgryz głęboki wtórny;
- Nadzgryz wtórny.

### Zgryz głęboki całkowity
Charakteryzuje się słabo wyrośniętymi na wysokość wyrostkami zębodołowymi i zębami w odcinkach bocznych, co ujawnia się głębokim nagryzem w odcinku przednim. Siekacze dolne nagryzają na błonę śluzową podniebienia (skrócone zęby przedtrzonowe i trzonowe). W rysach twarzy obserwuje się zazwyczaj skrócony dolny odcinek twarzy w porównaniu z odcinkiem nosowym, wywinięcie warg, pogłębienie bruzdy wargowo-bródkowej. O rozległości wady świadczą zmiany w gałęzi i kącie żuchwy (zaburzenie gnatyczne). Często przechylone siekacze górne blokują swobodne ruchy (zwłaszcza doprzednie) żuchwy, co wiąże się z wykształceniem tzw. skroniowego typu żucia (przewaga ruchów pionowych oraz ograniczenie ruchów bocznych i doprzednich). Przechylenie siekaczy nie jest regułą, ale wikła zgryz głęboki w ok. 70% przypadków. Głęboki nagryz siekaczy utrudnia wysuwanie żuchwy, a także jej prawidłowy wzrost doprzedni. Dlatego zgryz głęboki całkowity wikła się bardzo często tyłozgryzem.

### Zgryz głęboki częściowy (nadzgryz)
Lokalne zaburzenie polegające na nadmiernym wzroście pionowym wyrostka zębodołowego szczęki w zakresie siekaczy (zwiększenie całej podstawy korzeniowej, co w zakresie zębów bocznych objawia się zgryzem przewieszonym). Wydłużeniu wyrostka zębodołowego wraz z siekaczami towarzyszy z reguły ich podniebienne przechylenie (retruzja). W rysach twarzy długość odcinka dolnego jest w normie (cecha ta różni zgryz głęboki częściowy od całkowitego).

### Zgryz głęboki wtórny

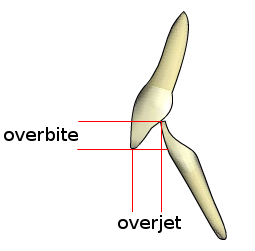
Nagryz pionowy - overbite

Jest to wynik utraty lub znacznego starcia zębów bocznych (np. wskutek bruksizmu), co powoduje, w zwarciu nadmierne zbliżenie żuchwy do szczęki i jakby głębsze wciśnięcie siekaczy dolnych pod siekacze górne. W rysach twarzy odcinek szczękowy jest skrócony.

### Nadzgryz wtórny
Bywa najczęściej powikłaniem nieprawidłowości z grupy tyłozgryzów (rzadziej przodozgryzów), jako skutek braku kontaktu zębów przeciwstawnych. Wydłużeniu ulega najczęściej wyrostek zębodołowy żuchwy w zakresie zębów przednich, wraz z tymi zębami, które nie napotykając w zwarciu na opór zębów górnych – wydłużają się, sięgając nieraz śluzówki podniebienia.

## Leczenie
Wada zgryzu stanowi problem w różnych dziedzinach życia, dlatego należy zastosować wobec niej leczenie całościowe:
- Ortodontyczne - za pomocą odpowiednio dobranego do danej wady aparatu ortodontycznego;
- Stomatologiczne - ze względu na higienę jamy ustnej;
- Logopedyczne - ponieważ wada zgryzu powoduje wady artykulacyjne;
- Psychologiczne - aby wygasić nawyki prowadzące do pogłębienia lub nawrotu wady.